# Antipapa Bonifácio VII
O antipapa Bonifácio VII (? - 985) nasceu em Roma, chamava-se Franco (Francone Ferrucio) e era filho de Ferrucius. Foi eleito antipapa em 974, voltou em 984 e morreu em julho de 985.
Em junho de 974, um ano após a morte do imperador Otão I, Crescêncio, filho de Teodora e irmão do Papa João XIII (965-972), levou a cabo uma revolta em Roma, durante a qual o Papa Bento VI foi preso no Castelo de Santo Ângelo colocando no seu lugar o Cardeal-diácono Franco, que tomou o nome de Bonifácio VII. O papa Bento foi assassinado na prisão.
Um mês depois, o representante imperial Sicco, toma a cidade e Bonifácio foge para Constantinopla, levando consigo o tesouro da Igreja.
Depois de nove anos no Império Bizantino, Bonifácio recebe a informação de que o imperador Otão II tinha morrido a 7 de dezembro de 983. Volta rapidamente para Roma e, em abril de 984, prende no Castelo de Santo Ângelo o Papa João XIV, entretanto eleito. Este morre de fome quatro meses depois e Bonifácio volta a assumir sozinho o governo da Igreja.
Este seu segundo pontificado duraria menos de um ano, pois em julho de 985 morre subitamente, provavelmente assassinado. O seu corpo é exposto aos insultos da população, arrastado pelas ruas da cidade e finalmente despido e atirado para debaixo da estátua de Marco Aurélio, que na época se encontrava no Palácio de Latrão.
Na manhã seguinte, por compaixão, alguns clérigos removeram o cadáver e deram-lhe sepultura cristã.